# Je t'aimais bien, tu sais…
Singles de Léo Ferré
La Solitude
(1971)
Pistes de L'Espoir
Les Oiseaux du malheur Les Amants tristes
Je t'aimais bien, tu sais... est une chanson de Léo Ferré paru en 45 tours en 1973, avant de figurer dans l'album L'Espoir en 1974. Il s'agit du dernier single inédit de Ferré publié par la maison de disques Barclay.

## 45 tours
La pochette du 45 tours (référence 61 818) est un portrait photographique de Léo Ferré dans des teintes orangées. Cette photo réalisée par Patrick Ullmann est identique au recto et au verso. La face B est un poème de Guillaume Apollinaire mis en musique par Ferré.
- Face A : Je t'aimais bien, tu sais...  - 5 min 10 s
- Face B : Marie - 4 min 23 s

## Musiciens
- Janine de Waleyne : voix

Les autres musiciens n'ont pas été identifiés à ce jour.

## Production
- Arrangements et direction musicale : Léo Ferré
- Prise de son : ?
- Production exécutive : Richard Marsan
- Crédits visuels : Patrick Ullmann